# Oligosita emma
Oligosita emma är en stekelart som först beskrevs av Girault 1929.  Oligosita emma ingår i släktet Oligosita och familjen hårstrimsteklar. Inga underarter finns listade i Catalogue of Life.